# Chiesa di Santa Maria della Rosa (Castiglione delle Stiviere)
La chiesa di Santa Maria della Rosa (o della Ghisiola) è un edificio religioso di Castiglione delle Stiviere, in provincia di Mantova.

## Storia e descrizione
La chiesa, inserita in un contesto paesaggistico che ispira alla meditazione, sorge in posizione isolata nelle colline della città e si trova in località Ghisiola, termine dialettale mantovano corrispondente a chiesuola, piccola chiesa.
Il nucleo primitivo della chiesa, corrispondente all'altare e al presbiterio, risale al 1450 circa. Il completamento avvenne nel 1600, grazie all'allungamento della navata avvenuto nel 1520, la realizzazione della cupola, del campanile e di due corpi laterali.
Molti sono gli affreschi presenti al suo interno rinvenuti durante il restauro avvenuto negli anni 1970 e 1980, tra i quali una Madonna con bambino e una Crocifissione.
La chiesa era affidata a un monaco solitario.
Oggi l'eremo è custodito da tre suore di tre ordini diversi, supportati dal rettore del seminario di Mantova, questa decisione è stata presa dal vescovo di Mantova sua eccellenza Gianmarco Busca.